# Баздырева, Анастасия Сергеевна
Анастаси́я Серге́евна Ба́здырева (род. 6 марта 1992, Екатеринбург, Россия) — российская легкоатлетка, специализирующаяся в беге на 800 метров. Мастер спорта России международного класса.

## Биография
Начинала тренироваться под руководством Марины Валерьевны Остяковой, выступала на дистанциях 400 и 800 метров. В дальнейшем перешла в группу к Ирине Хабаровой, где к ней пришли первые значимые успехи на национальном уровне. Анастасия стала третьей на первенстве России среди юниоров в 2011 году в беге на 800 метров с результатом 2.06,59. Спустя 2 года, уже в молодёжной возрастной категории, она стала второй на первенстве России и выполнила норматив мастера спорта — 2.02,55. Благодаря этому она была включена в сборную страны для участия в чемпионате Европы среди молодёжи 2013, где не смогла выйти в финал. В своём предварительном забеге Анастасия показала время 2.07,40 и финишировала 6-й.
В июле 2014 года стала бронзовым призёром чемпионата страны в эстафете 4×400 метров в составе сборной Свердловской области. В личном виде ей совсем немного не хватило, чтобы выйти в финал (9-е место). В 2015 году под руководством Владимира Казарина стала чемпионкой России и отобралась на чемпионат Европы в помещении, улучшив своё личное достижение до 2.02,13. На континентальном первенстве была дисквалифицирована за заступ за пределы дорожки в полуфинале.
29 мая 2015 года на командном чемпионате России впервые в карьере «выбежала» дистанцию 800 метров из 2-х минут, уверенно победив с результатом 1.58,75. На чемпионате России 2015 года заняла первое место с результатом 2.01,42.
В ноябре 2015 года Баздырева стала одной из фигурантов допингового скандала. Всемирное антидопинговое агентство предложило Всемирной федерации лёгкой атлетики пожизненно дисквалифицировать спортсменку.
26 января 2017 года Международная ассоциация легкоатлетических федераций опубликовала список спортсменов, дисквалифицированных в связи с допинговыми нарушениями. Среди них оказалась и Баздырева, отстранённая от соревнований до 23 августа 2017 года на основании отклонений показателей крови в биологическом паспорте. Все её результаты и достижения после 23 апреля 2014 года были аннулированы.

## Основные результаты
| Год  | Турнир                          | Место проведения   | Дисциплина       | Место       | Результат |
| ---- | ------------------------------- | ------------------ | ---------------- | ----------- | --------- |
| 2013 | Кубок России                    | Ерино, Россия      | 400 м            | 14-е        | 54,22     |
| 2013 | Чемпионат Европы среди молодёжи | Тампере, Финляндия | 800 м            | 18-е (заб.) | 2.07,40   |
| 2014 | Командный чемпионат России      | Адлер, Россия      | 800 м            | 4-е (DQ)    | 2.01,28   |
| 2014 | Чемпионат России                | Казань, Россия     | 800 м            | 9-е (DQ)    | 2.02,4    |
| 2014 | Чемпионат России                | Казань, Россия     | эстафета 4×400 м | 3-е (DQ)    | 3.32,01   |
| 2015 | Чемпионат России в помещении    | Москва, Россия     | 800 м            | 1-е (DQ)    | 2.02,13   |
| 2015 | Чемпионат Европы в помещении    | Прага, Чехия       | 800 м            | 12-е (DQ)   | DQ        |
| 2015 | Командный чемпионат Европы      | Чебоксары, Россия  | 800 м            | 5-е (DQ)    | 2.01,06   |
| 2015 | Чемпионат России                | Чебоксары, Россия  | 800 м            | 1-е (DQ)    | 2.01,42   |